# ボロクル
ボロクルまたはボロウル（Boroqul, Buroγul, Boro'ul、? - 1217年）は、モンゴル帝国初期の武将。『元朝秘史』では孛囉忽勒、孛囉兀勒、『元史』では博爾忽などと記され、『集史』では بورقول نويان Būrqūl Nūyān または بورغول نويان Būrghūl Nūyān などと表記される。いわゆる四駿（Dörben külü'üd）の一人。フーシン部族出身。『元朝秘史』巻八に載る1206年のチンギス・カン第2即位での功臣リストでは第15位にあたる。

## 経歴
ボロクルの出身部族であるフーシン部族（Hu'ušin）は、ボルジギン氏のチンギス・カンの大伯父のオキン・バルカクを祖とするジュルキン氏と同盟していたか、隷属していた集団だったと考えられている。
『元朝秘史』の記述によると、1197年頃、テムジン（後のチンギス・カン）が一族のジュルキン氏の当主サチャ・ベキ、タイチュ兄弟を滅ぼした時に、降服して来たジャライル部族の首長たちのうち、のちにジョチ・カサルの傅役となるジェブケという人物がジュルキン氏の幕営地からでまだ幼児だったボロクルを連れて来たと伝えている。ジャライル部族の首長たちは自分の子弟などをテムジンに目通りさせてテムジンやその家族のもとで養育や側仕えさせており、このなかにはムカリなどもいた。ジェブケはジョチ・カサルのもとに配属となり、ジェブケはこのボロクルをテムジンの母のホエルンに差し出したため、ボロクルは、メルキト部族から得られたグチュ、タイチウト部を攻めた時に得られたベスート（ベスト）氏出身のココチュ、同じく金朝、ケレイトとともにウルジャ河の戦いでメグジン・セウルトゥ率いるタタル部族を滅ぼした時に得たタタル部族出身のシギ・クトクら他の幼児たちとともに、ホエルンのもとで養育されたという。
（ただし、ジュルキン氏の当主サチャ・ベキ、タイチュ兄弟がテムジンに捕殺されたのは1197年頃と考えられているが、ボロクルはこの二・三年後にムカリ、ボオルチュ、チラウンらとともにナイマンに敗北したケレイトのオン・ハンの救出に赴いたことが記録されているため、この時期に幼児であったという記述は無理がある。フランスの東洋学者ポール・ペリオはボロクルがジュルキン氏族から得られた話は確かでも、それはこれ以前にあったことで、誤ってこの時期の記事に挿入されたものだろうと論じているようである。）
成長すると、チンギス・カンの側近として活躍する。ナイマン部に襲撃されたケレイト部のために援軍を率いて活躍し、その後ケレイト部と対立して決戦に至った際には重傷を負ったオゴデイを救い出し、更に彼の妻もタタール部にさらわれたトルイを救い出した。
『集史』フーシン部族誌などによると、ボロクルはチンギス・カンに仕えた当初、チンギス・カンの侍衛集団であるケシクの一員として、年老いたクチュグルに代わってボケウル Bökeül とバウルチ Bauruči すなわち大膳職に任じられた。その後ケシクの長であるケシクトゥとなり、同時に万戸長にもなったという。さらにその後、右翼の指揮官となったが、『集史』チンギス・カン紀のチンギス・カン旗下の諸軍の編成リスト中、ボロクルは右翼軍の第二位に列せられており、これは右翼軍総司令官ボオルチュに準ずる副司令として着任していたと考えられている。
1206年にオノン川河源で開かれたクリルタイによってモンゴル帝国が成立した時に88名の千戸長の1人に任じられ、ダルハンの特権が与えられた。1217年に帝国に叛旗を翻したトマト部討伐に向かった際に敵の斥候に捕えられて殺された。
『元史』巻119に列伝がある。

## 子孫
ボロクルの子孫は、その功績によって第1ケシク（怯薛）の宿衛長を世襲した。
『元史』巻119ボロクル伝によればトゴン（脱歓）という息子がおり、彼が父の職権を継いだとある。このトガンの子にはシレムン（失里門）、タガチャル（塔察児）がおり、この兄弟の子孫はクビライの時代以降も代々万戸長になるなど譜代の功臣として栄えた。特にシレムンの子のオチチェル（月赤察児）はクビライ、テムルに仕え、録軍国重事、和林（カラコルム）行省左丞相となった。モンゴル高原駐留時のカイシャンには近侍してこれに仕え、太師、和林行省右丞相さらには淇陽王に封され、父トゴンも淇陽王に追封されている。
タガチャルの息子にはベルグテイ（別里虎䚟）、スルドタイ（宋都䚟）がおり、ベルグテイはモンケの代に南宋遠征のおり蒙古・漢軍四万戸を率いたが戦死し、スルドタイもモンゴル軍1万戸を率いてクビライの南宋遠征に従って襄陽・樊城の包囲に参加し、さらに鄂州・岳州・漢陽などへ攻め進み武功をあげたという。
『集史』によるとボロクルの親族にフーシダイという人物がいたと言い、この人物はオルダ・ウルスに仕えたケテの別名ではないかと見られる。また、『集史』にはボロクルの死後にその万人隊長職を受継いだのはジュブクル・クビライ（jūbūkūr qūbīlāī）という息子だったとするが、漢文史料側の記すトゴン、シレムンとの関係については明らかになっていない。また、クビライの皇后のひとりで皇子アヤチ、ココチュの生母であったフウシジン・ハトゥンという人物がいたが、彼女はボロクルの娘であったという。

## フーシン部ボロクル家
- ボロクル・ノヤン（Boroqul ＞博爾忽/bóĕrhū, بورقول نويان/būrqūl nūyān）
  - 千人隊長トゴン（Toγon ＞脱歓/tuōhuān,جوبوکور قوبیلایjūbūkūr qūbīlāī?）
    - シレムン（Širemün ＞失里門/shīlǐmén）
      - 淇陽王オチチェル・ノヤン（Öčičer ＞月赤察児/yuèchìcháér, اوچاچار نويان/ūchāchār nūyān）
        - 淇陽王タラカイ（Taraqai ＞塔剌海/tǎlàhǎi طرقاي جنکسانک/ṭaraqāī chīnksānk）
        - 知枢密院事マラル（Maral ＞馬剌/mǎlà）
          - テムル・エブゲン（Temür ebügen ＞鉄木児也不干/tiěmùér yěbùgān）
          - 淇陽王オルジェイ・テムル（Öljei temür ＞完者鉄木児/wánzhě tiěmùér）

        - 淇陽王太師アスカン（Asqan/Torčiyan/Waidu ＞阿思罕/āsīhǎn 脱児赤顔/tuōérchìyán 𠇗頭/wāitóu ويتو جنکسانک/wāītū chīnksānk）
        - 淇陽王エセン・テムル（Esen temür＞也先鉄木児/yĕxiāntiĕmùér）

  - 行省兵馬都元帥タガチャル（Taγačar ＞塔察児/tǎcháér）
    - 行省兵馬都元帥ベルグテイ（Belgütei ＞別里虎䚟/biélǐhŭdǎi）
      - 蒙古軍万戸ミリチャル（Miričar ＞密里察児/mìlǐcháér）
        - 江西道都元帥アルクイ（Alqui ＞阿魯灰/ālŭhuī）
          - イキレテイ（Ikiretei ＞亦乞列歹/yìqǐlièdǎi）

        - 蒙古軍万戸ベルケ・ブカ（Berke buqa ＞別里閣不花/biélǐgé bùhuā）
          - 服都万戸シリベキ（Siri begi ＞昔里別吉/xīlǐbiéjí）
            - 万戸カサル（Qasar ＞合撒児/hésāér）

      - 蒙古軍万戸スルドタイ（Suldutai ＞宋都䚟/sòngdōudǎi）